# 16 Monocerotis
16 Monocerotis är en pulserande variabel av 53 Persei-typ (SPB) i Enhörningens stjärnbild.
Stjärnan har magnitud +5,92 och varierar med amplituden 0,01 magnituder utan någon fastställd periodicitet. 16 Monocerotis befinner sig på ett avstånd av ungefär 860 ljusår.